# Modisimus caldera
Modisimus caldera är en spindelart som beskrevs av Huber 1998. Modisimus caldera ingår i släktet Modisimus och familjen dallerspindlar.
Artens utbredningsområde är Panama. Inga underarter finns listade i Catalogue of Life.